# Bornholms Hospital
Bornholms Hospital (Nederlands: Bornholms ziekenhuis) (voorheen Bornholms Centralsygehus) (Nederlands:Bornholms Centraal ziekenhuis) is een ziekenhuis in Rønne op het Deense eiland Bornholm. Het ziekenhuis heeft ongeveer 600 medische personeelsleden in dienst en heeft plaats voor 122 bedden.
Organisatorisch hoort Bornholms Hospital bij Region Hovedstaden. De specialistische behandelingen die het Bornholmse ziekenhuis niet kan bieden, worden waargenomen door het Bispebjerg Hospital en het Rigshospitalet. Voorheen werd het ziekenhuis door Bornholms Regionskommune geleid en daarvoor door Bornholms Amt.

## Isolement
Het ziekenhuis is het enige ziekenhuis voor 42.000 inwoners van Bornholm en de eilanden Christiansø en Frederiksø. Het is een basisziekenhuis, maar vanwege de geïsoleerde ligging van de eilanden heeft het ook een afdeling voor spoedeisende hulp en een heliport voor patiëntentransport naar het vasteland. Sommige specialisten komen één- of tweemaal per week naar Bornholm. Patiënten worden vaak naar een ander ziekenhuis verwezen. De kosten hiervoor worden meestal vergoed door de staat. Wanneer een patiënt niet alleen kan reizen, mag ook een begeleider op kosten van de staat meereizen.

## Heliport
In september 2010 werd een heliport voor patiëntenvervoer naast het ziekenhuis geopend. Er wordt circa 185 maal per jaar (cijfers 2010) met een EH101-helikopter tussen het Bornholmse ziekenhuis en Rigshospitalet in Kopenhagen gevlogen. Reeds vóór de heliport officieel werd geopend, bewees deze reeds zijn nut. Op woensdag 21 juli 2011 verongelukte een bus met 55 passagiers nabij de kustplaats Allinge. De helikopter vloog verscheidene malen heen en weer tussen het ziekenhuis en de plaats van het ongeluk.

## Geschiedenis
Op 15 januari 1625 trof Christian IV regelingen voor het bestrijden van besmettelijke ziekten. Voor Bornholm was dit echter niet van betekenis daar er op dit eiland toen geen medisch personeel aanwezig was. Pas 200 jaar later wordt er gesproken over pesthuse (huizen waar zieken in quarantaine werden geplaatst).
Pas in 1729 werd het eerste ziekenhuis in Rønne in gebruik genomen: het Rønne Hospital. De koopman Herman Bohn en zijn vrouw doneerden in totaal 1000 rigsdaler (rijksdaalders). In 1821 was dit bedrag gegroeid naar 2444 rigsdaler. Vóór die tijd waren de Bornholmers afhankelijk van leerlingen die aan boord van oorlogsschepen opgeleid werden door scheepsartsen (Indien opleiding "als" scheepsarts, beter enkelvoud). Deze slaagden zelden voor het examen. Zulke Feltskierere (veldartsen) zoals ze destijds werden genoemd, waren permanent aanwezig op Hammershus en de vesting op Christiansø. Vaak verdiende zij ook hun loon als kapper. In een document uit 1530 blijkt dat er onder het personeel van Hammershus reeds een veldarts aanwezig was.
In 1760 kreeg Johan Friederich Dircks, een arts uit Rønne, toestemming om de eerste apotheek te openen.
In 1814 werd aan de Torvegade, een straat in Rønne, een armenhuis gebouwd met de financiële steun van Marie Kofoed (1760-1848), de echtgenote van de wethouder van Rønne. Zij stelde een bedrag van 8500 rijksdaalders beschikbaar, en de gemeente betaalde de rest.
Dit werd in 1822 werd als ziekenhuis ingericht, nadat velen door een tyfusepidemie om het leven waren gekomen. In 1832 werd het ziekenhuis opgeheven, en werd het wederom als armenhuis ingericht. Men behield echter één kamer met vier bedden voor de zorg van zieken. De chirurg van het Bornholms regiment, Jens Severin Nathanael Panum (1792 - 1836, werkzaam tussen 1816 en 1828) kreeg van de Koninklijke Raad (Det Kongelige Cancelli) de toestemming om zowel soldaten als burgers te behandelen. Panum wordt als pionier beschouwd voor de ontwikkeling van het latere ziekenhuis in Rønne.
In 1825 werd er ook een ziekenhuis geopend aan het grote plein in Nexø. Deze werd reeds in 1838 gesloten toen de arts, D.A. Grove, naar Rønne verhuisde. Hij was de eerste arts die zich aansloot bij Rønne Sygkasse (Rønnes ziekenfonds) tot hij in 1864 raadslid werd. Een jaar later stierf hij echter.
In 1831 werd epidemie-arts Hans Kofoed Marcher naar Bornholm gestuurd. Hij stichtte een quarantainecommissie die voorzorgsmaatregelen moest nemen tegen Cholera-epidemie die toen in Rusland vele slachtoffers eiste. Ieder schip werd vervolgens gecontroleerd, en verdachte zieken werden in quarantaine geplaatst. In de volksmond kwamen deze huizen als Cholerahuizen of Pesthuizen bekend te staan. De ziekenkamer verhuisde vervolgens van Torvegade naar Sankt Mortensgade, waar nu het Bornholms Museum is.
In 1840 kwam Carl Vilhelm Zahrtmann naar Rønne en vestigde zich in Grønnegade. Zijn zoon Kristian Zahrtmann werd hier geboren. In 1864 volgde hij D.A. Grove op als fysicus. Een jaar later werd in het dagblad Bornholms Avis het idee geopperd om een Amtssygehus (provinciaal ziekenhuis) te bouwen. Maar het bleef bij het oude.
Het duurde nog tot 1853 vooraleer de situatie daadwerkelijk verbeterde. Het armenhuis Fattighuset aan de Torvegade verhuisde naar Møllegade en aan de Torvgade werd een nieuw ziekenhuis gebouwd. Het had vier kamers met drie bedden en vier kamers met één bed. Verder was er een bijgebouw met twee kamers voor psychisch zieken.

### Een provinciaal ziekenhuis
In 1888 werd een commissie in het leven geroepen om een provinciaal ziekenhuis te verwezenlijken. Rector Christian Grønbæk Kofoed (1827-1909), Luitenant Mathias Peter Jensen (1841-1909) en Marcus Hansen (1841-1924) moesten de economische consequenties onderzoeken bij het bouwen en handhaven van een ziekenhuis voor het gehele eiland.
Een voorstel van architect Thomas Arboe (1836-1917) werd gekozen, waarin er plaats was voor een operatiekamer, en 12 bedden, en een apart gebouw met 14 bedden dat bij epidemieën kon worden gebruikt. De gemeenteraad keurde in juni 1889 het voorstel goed. De drie genoemde commissieleden werden nu benoemd in een nieuwe commissie voor de bouw van het ziekenhuis. Mathias Bidstrup, een Bornholmse architect, hield toezicht op de vorderingen van de bouw.
Op 24 september 1892 kon P. Holten (1816-1897), lid van de provinciale raad, bekendmaken dat het nieuwe ziekenhuis, Bornholms Hospital in Rønne per 1 oktober 1892 in gebruik kon worden genomen. Het ziekenhuis kostte de provincie 80.000 Deense kronen.
Op 27 april 1957 werd het ziekenhuis omgedoopt naar Bornholms Centralsygehus.
Röntgen, anesthesiologie, neurologie, en andere specialistische afdelingen, werden aparte afdelingen onder het bestuur van het ziekenhuis. Tevens werd in de westvleugel van het nieuwe gebouw een schuilkelder toegevoegd,waar bij bombardementen doorgegaan kon worden met operaties. Een nieuwe psychiatrische afdeling werd in 1961 opgericht.
In 1963 werd een laboratorium geopend. Een Neus-, keel-, en oorspecialist die privé op het eiland werkte, kreeg toestemming om, indien nodig, in het ziekenhuis operaties te verrichten. In 1965 werd een oogarts aangesteld. Meerdere afdelingen werden in de loop van tijd in nieuwe bijgebouwen ondergebracht.
In 1980 werd een nieuwe faciliteit gebouwd. Hier werden onder andere nieuwe operatiekamers en de huidige eerste hulppost ondergebracht.
In 2007 werd Denemarken verdeeld in regio's. Bornholms Hospital viel vanaf toen onder Region Hovedstaden.

### Lokale ziekenhuizen sluiten
Hierna werden verschillende lokale ziekenhuizen gesloten. Allinge Sygehus werd in 1976 gesloten en ingericht als psychiatrisch zorgcentrum. Het ziekenhuis in Aakirkeby werd in 1921 tot bejaardenhuis verbouwd. In 1983 sloot Svanekea ziekenhuis de deuren. In 1989 sloot ook Nexø's ziekenhuis de deuren.
Het ziekenhuis in Rønne was nu het enige ziekenhuis voor geheel Bornholm en de archipel Ertholmene.